# توم ريد (لاعب هوكي الجليد)
توم ريد هو لاعب هوكي الجليد كندي، ولد في 24 يونيو 1946 في فورت إيري في كندا.

## وصلات خارجية
- توم ريد على موقع دوري الهوكي الوطني (الإنجليزية)
- توم ريد على موقع EliteProspects.com (الإنجليزية)
- توم ريد على موقع HockeyDB.com (الإنجليزية)
- توم ريد على موقع Hockey-Reference.com (الإنجليزية)